# Seholország
A Seholország (eredeti cím: Imagine That) 2009-es amerikai filmvígjáték Eddie Murphy főszereplésével. Rendezője Karey Kirkpatrick, forgatókönyvírója Ed Solomon és Chris Matheson. 
A film premierje a kaliforniai Los Angelesben, a Paramount Studios területén található Paramount Theaterben volt, majd 2009. június 12-én került széles körben a mozikba. Murphyt a filmben nyújtott alakításáért a legrosszabb színésznek járó Arany Málna-díjra jelölték. A film a Paramount Pictures és a Nickelodeon Movies koprodukciójában készült. A film vegyes véleményeket kapott a kritikusoktól és a közönségtől, és bevételi szempontból megbukott; 25 millió dolláros bevételt hozott az 55 millió dolláros költségvetéséből.

## Cselekmény
Egy pénzügyi vezető, aki nem tudja megállítani karrierje hanyatlását, meghívást kap lánya képzeletbeli világába, ahol megoldások várják a problémáira.

## Szereplők
- Eddie Murphy - Evan Danielson
- Thomas Haden Church - Johnny Whitefeather
- Yara Shahidi - Olivia Danielson
- Marin Hinkle - Ms. Davis
- Ronny Cox - Tom Stevens
- Stephen Rannazzisi - Noah Kulick
- Nicole Ari Parker - Trish
- DeRay Davis - John Strother
- Vanessa Estelle Williams - Lori Strother
- Martin Sheen - Dante D'Enzo
- Lauren Weedman - Rose
- Heidi Marnhout - Cheryl Whitefeather
- Stephen Root - Fred Franklin
- Jonathan Mangum - Franklin társa.
- Mike Vorhaus - Franklin 1. munkatársa
- Catherine McGoohan - Mrs. Pressman
- James Patrick Stuart - Mr. Pratt
- Anastasia Pineschi - iskolai kórustag
- Chelsea Barker - az iskolai kórus tagja
- David Freese - az iskolai kórus tagja
- Traci Paige Johnson - Blue (stáblistán nem szerepel)
- Donovan Patton - Joe (stáblistán nem szerepel)
- Timm Sharp - Todd

## Gyártás
A film munkacíme "Nowhereland" volt. A forgatás 2007. szeptember 10-től december 14-ig tartott, többek között Denverben és Los Angelesben.

### Zene
A film zenéjét Mark Mancina szerezte, aki a Sony Scoring Stage-nél a Hollywood Studio Symphony 83 tagú együttesével készítette a zenét.
A filmzene számos Beatles-dal feldolgozását tartalmazza, például a "Got to Get You into My Life", a "Nowhere Man" és a "Here Comes the Sun" két különböző verzióját, míg az "All You Need Is Love" című dal szerepet játszik a film cselekményében.

## Elismerések
| Díj                     | Katerógia                                                  | Jelölt       | Eredmény |
| ----------------------- | ---------------------------------------------------------- | ------------ | -------- |
| 30. Arany Málna-gála    | Arany Málna díj a legrosszabb férfi főszereplőnek          | Eddie Murphy | Jelölve  |
| 30. Arany Málna-gála    | Az évtized legrosszabb színésze                            | Eddie Murphy | Elnyerte |
| 2010 Young Artist Award | Legjobb játékfilmes alakítás - Fiatal főszereplő színésznő | Yara Shahidi | Jelölve  |

## Médiakiadás
A film 2009. október 13-án jelent meg DVD-n és Blu-rayen.